# 2023年世界陸上競技選手権大会ルワンダ選手団
2023年世界陸上競技選手権大会ルワンダ選手団は、2023年8月19日から8月27日までハンガリーのブダペストで開催された第19回世界陸上競技選手権大会のルワンダ選手団。

## 選手団
- 人員: 選手 3人

## 選手名簿・結果
| 選手                           | 種目         | 結果          | 順位     |
| ------------------------------ | ------------ | ------------- | -------- |
| ジョン・アキジマナ             | 男子マラソン | 2時間10分50秒 | 9位      |
| フェリシアン・ムヒティラ       | 男子マラソン | 途中棄権      | 途中棄権 |
| クレメンティーヌ・ムカンダンガ | 女子マラソン | 2時間37分09秒 | 37位     |